# Germans Horten
Els Germans Walter Horten (nascut el 13 de novembre de 1913; mort el 9 de desembre de 1998 a Baden-Baden, Alemanya) i Reimar Horten (nascut el 12 de març de 1915; mort el 14 de març de 1994 a Villa General Belgrano, Argentina), de vegades acreditats com a germans Horten, eren pilots alemanys i entusiastes de l'aviació. Tot i que tenien formació autodidacta en aeronàutica o en camps relacionats, els Hortens van dissenyar alguns dels avions més revolucionaris de la dècada de 1940, incloent-hi la primera ala volant a motor de reacció del món, la Horten Ho 229.

## Antecedents
El Tractat de Versalles va limitar la construcció d'avions militars alemanys i va prohibir l'existència d'una força aèria. Com a resposta, els vols militars alemanys es van convertir en semi-clandestins, prenent la forma de "clubs" civils on els estudiants s'entrenaven en planadors sota la supervisió de veterans de la Primera Guerra Mundial. Els germans Horten es van implicar en clubs de vol quan eren adolescents.
Amb aquesta base de vol en planadors, i una admiració del dissenyador d'avions alemany Alexander Lippisch, va allunyar els Hortens de les tendències de disseny dominants dels anys vint i trenta i van experimentar amb fuselatges alternatius. Els dissenys de planadors dels Hortens eren extremadament simples i aerodinàmics, generalment consistents en una enorme ala d'albatros, sense cua i un minúscul fuselatge, en el qual estava estirat de bocaterrosa el pilot. El gran avantatge dels dissenys d'Horten era que l'arrossegament parasitàri era extremadament baix en els seus fuselatges.

## Segona Guerra Mundial
Amb l'esclat de la Segona Guerra Mundial, els germans Horten van ser cridats a files a la Luftwaffe com a pilots. Wolfram, el tercer germà, va morir en ser ser abatut sobre Dunkerque volant un Heinkel He-111, mentre que Walter va pilotar un Messerschmitt Bf-109, participant a la batalla d'Anglaterra. Reimar també es va formar per pilotar el Bf-109, però aviat va ser traslladat a una unitat especial preparant-se per a l'operació Sealöwe amb l'objectiu de la invasió d'Anglaterra. Per a aquesta operació, la Luftwaffe havia creat una unitat de planadors especial. Més de 80 aeronaus, havien estat assignats a aquesta operació per lliurar municions i subministraments per a les tropes de la força d'invasió, va incloure cinc planadors Ho III i dos Ho II especialment equipats per a aquesta missió. La suspensió d'aquesta operació va beneficiar efectivament els germans Horten, permetent-los continuar amb els seus projectes, mentre que el centre d'entrenament de pilots de planadors va ser traslladat a Königsberg. Es van concentrar en la reparació dels seus planadors danyats i en el desenvolupament de nous models recolzats per Ernst Udet. En aquesta unitat coneguda com a Luftwaffenkommando IX (Comandament de la Luftwaffe núm. 9) van continuar dissenyant planadors i finalment aeronaus motoritzades. D'entre els seus dissenys, el més conegut, va ser la Horten Ho 229. La primera ala volant a motor de reacció del món

## Postguerra
Quan va acabar la guerra, Reimar Horten va emigrar a l'Argentina després de les negociacions fallides amb el Regne Unit, on va continuar dissenyant i construint planadors, un avió experimental en ala delta supersònic i l'ala voladora de quatre motors DINFIA IA 38 Naranjero, destinada a portar taronges per a l'exportació. Walter va romandre a Alemanya després de la guerra i es va convertir en oficial de la Força Aèria Alemanya de postguerra. Reimar va morir al seu ranxo a l'Argentina el 1994, mentre que Walter va morir a Alemanya el 1998.